# Anostomoides
Anostomoides és un petit gènere zoològic de peixos en la família Anostomidae.

## Taxonomia
- Anostomoides atrianalis, Pellegrin, 1909
- Anostomoides laticeps, (C. H. Eigenmann, 1912)
- Anostomoides passionis, Dos Santos i Zuanon, 2006